# Västra Finnliden
Västra Finnliden este o arie protejată (arie specială de conservare — SAC, sit de importanță comunitară — SCI) din Suedia întinsă pe o suprafață de 3,2 ha, integral pe uscat.

## Localizare
Centrul sitului Västra Finnliden este situat la coordonatele 65°02′26″N 19°28′08″E / 65.0405°N 19.4688°E.

## Înființare
Situl Västra Finnliden a fost declarat sit de importanță comunitară în decembrie 1998 pentru a proteja 2 specii de plante. Situl a fost protejat și ca arie specială de conservare în martie 2011.

## Biodiversitate
Situată în ecoregiunea boreală, aria protejată conține 2 habitate naturale: Taiga vestică, Păduri fino-scandinave bogate în ierburi cu Picea abies.
La baza desemnării sitului se află mai multe specii protejate de  plante (2): Calypso bulbosa, papucul doamnei (Cypripedium calceolus).